# Les Authieux-sur-Calonne
Les Authieux-sur-Calonne – miejscowość i gmina we Francji, w regionie Normandia, w departamencie Calvados.
Według danych na rok 1990 gminę zamieszkiwało 219 osób, a gęstość zaludnienia wynosiła 21 osób/km² (wśród 1815 gmin Dolnej Normandii Les Authieux-sur-Calonne plasuje się na 669. miejscu pod względem liczby ludności, natomiast pod względem powierzchni na miejscu 478.).